# Andrew Bowie (homme politique)
Pour les articles homonymes, voir Andrew Bowie et Bowie.
Andrew Campbell Bowie (né le 28 mai 1987) est un homme politique du Parti conservateur et unioniste écossais. Il est député pour West Aberdeenshire et Kincardine depuis les élections générales de 2017, battant le député sortant du Parti national écossais Stuart Blair Donaldson. 

## Jeunesse et éducation
Bowie est né à Arbroath et fait ses études à l'Inverurie Academy dans l'Aberdeenshire. Pendant ses études à l'Inverurie Academy, il joue du violon dans le National Youth Orchestra of Scotland. Après avoir quitté l'école, il rejoint la Royal Navy et fréquente le Britannia Royal Naval College avant de servir comme officier, obtenant le grade de sous-lieutenant. Après avoir quitté la marine, Bowie étudie l'histoire et la politique à l'Université d'Aberdeen, où il est élu président de l' Association conservatrice et unioniste de l'Université d'Aberdeen pour l'année universitaire 2012/13. 

## Carrière
Après avoir obtenu son diplôme de l'Université d'Aberdeen, Bowie est employé en tant que coordinateur de projets militaires pour le fournisseur d'équipement de plongée basé à Westhill, Divex. Il quitte Divex en janvier 2014 pour prendre un poste de directeur de campagne du nord de l'Écosse pour le Parti conservateur et unioniste écossais, et est détaché dans la campagne Better Together pour la durée du référendum sur l'indépendance écossaise de 2014. Après le référendum, Bowie est conseiller principal auprès du député européen conservateur pour l'Écosse Ian Duncan. En 2016, à la suite des élections au Parlement écossais de 2016, Bowie est embauché comme chef de cabinet de Liam Kerr, qui est élu membre conservateur et unioniste écossais du Parlement écossais pour la région du nord-est de l'Écosse. 
Bowie est élu député en juin 2017, avec une majorité de 7 950 voix.
En février 2018, Bowie est nommé Secrétaire parlementaire privé (SPP) au Département du Numérique, de la Culture, des Médias et du Sport de Matthew Hancock, puis de Jeremy Wright. 
En décembre 2018, il est promu secrétaire parlementaire de la Première ministre par Theresa May jusqu'à sa démission en juillet 2019. 
En août 2019, Bowie devient l'un des six vice-présidents du Parti conservateur. 
Bowie est réélu député de West Aberdeenshire & Kincardine aux élections générales de 2019, avec une majorité considérablement réduite de 843 voix.
Il est sous-secrétaire d’État parlementaire aux exportations du 28 octobre 2022 au 7 février 2023, puis sous-secrétaire d’État au Nucléaire du 7 février 2023 au 5 juillet 2024 dans le gouvernement Sunak.